# Impuesto sobre la renta (Estados Unidos)
El impuesto sobre la renta de Estados Unidos o impuesto sobre los ingresos en Estados Unidos, es un tributo que grava directamente los ingresos de las personas físicas y jurídicas, y puede ser gravado sobre los ingresos no distribuidos de las sucesiones y de los fideicomisos. Se aplica por el Gobierno Federal (regulado en el Código Federal Tributario o “Internal Revenue Code”- IRC ). La mayoría de los Estados y muchos ayuntamientos tienen establecidos recargos o suplementos al impuesto, que incrementan la cuota tributaria. Es un impuesto de carácter progresivo, que en 2013 tenía un tipo máximo de gravamen del 39,6% sobre la base imponible, que es la renta total menos las deducciones permitidas, de los rendimientos sujetos. La recaudación correspondiente a este impuesto supone más del 50% de los ingresos del Gobierno Federal.
Los residentes en Estados Unidos y los ciudadanos de este país pagan el impuesto por su renta mundial, es decir los ingresos obtenidos en cualquier lugar del mundo, mientras que los no residentes tributan exclusivamente por los ingresos percibidos en Estados Unidos. Existen varios tipos de deducciones que reducen el impuesto a ingresar.
La base imponible es el ingreso total menos las deducciones permitidas. Son deducibles la mayoría de los gastos de las actividades empresariales. Las personas físicas también pueden deducir un mínimo personal (exención) y ciertos gastos personales, entre los que se encuentran los intereses hipotecarios, los impuestos estatales y las donaciones de carácter benéfico. Las ganancias de patrimonio están sujetas al impuesto y las pérdidas de capital reducen la base imponible únicamente hasta el importe de las ganancias obtenidas.
Los contribuyentes en general deben autoliquidar su impuesto sobre la renta anualmente mediante la presentación de la correspondiente declaración, que comprende los ingresos de todo el año. También se realizan a lo largo del año distintos pagos a cuenta del impuesto, por la via de retenciones a cuenta o pagos estimados de los ingresos. 
Los impuestos se determinan por separado por cada jurisdicción impositiva. Las fechas de vencimiento y ciertos procedimientos administrativos varían según el lugar de residencia. El 15 de abril es la fecha límite para presentar la declaración correspondiente al año anterior.
Según el sistema progresivo de impuestos sobre la renta, el importe que se debe pagar cada año dependerá de los ingresos del contribuyente, lo que significa que mientras más gana una persona, más deberá pagar.

## Historia
El actual impuesto federal sobre la renta se creó en Estados Unidos en 1913, por la Revenue  Act firmada por el presidente Woodrow Wilson. Para su aprobación fue necesaria una reforma constitucional mediante la Decimosexta  Enmienda, ratificada ese mismo año.